# Albumy numer jeden w roku 2015 (USA)
Notowanie Billboard 200 przedstawia najlepiej sprzedające się albumy oraz EP w Stanach Zjednoczonych. Publikowane jest ono przez tygodnik Billboard, a dane kompletowane są przez Nielsen SoundScan w oparciu o cotygodniowe wyniki sprzedaży cyfrowej oraz fizycznej albumów.

## Historia notowania
| Data publikacji | Album                                     | Artysta                  | Źródło        |
| --------------- | ----------------------------------------- | ------------------------ | ------------- |
| 3 stycznia      | 1989                                      | Taylor Swift             | [ 1 ]         |
| 10 stycznia     | 1989                                      | Taylor Swift             | [ 2 ]         |
| 17 stycznia     | 1989                                      | Taylor Swift             | [ 3 ]         |
| 24 stycznia     | 1989                                      | Taylor Swift             | [ 4 ]         |
| 31 stycznia     | Title                                     | Meghan Trainor           | [ 5 ]         |
| 7 lutego        | American Beauty/American Psycho           | Fall Out Boy             | [ 6 ]         |
| 14 lutego       | 1989                                      | Taylor Swift             | [ 7 ]         |
| 21 lutego       | 1989                                      | Taylor Swift             | [ 8 ]         |
| 28 lutego       | If You’re Reading This It’s Too Late      | Drake                    | [ 9 ]         |
| 7 marca         | Smoke + Mirrors                           | Imagine Dragons          | [ 10 ]        |
| 14 marca        | Dark Sky Paradise                         | Big Sean                 | [ 11 ]        |
| 21 marca        | Piece by Piece                            | Kelly Clarkson           | [ 12 ]        |
| 28 marca        | Empire: Original Soundtrack from Season 1 | Soundtrack               | [ 13 ] [ 14 ] |
| 4 kwietnia      | To Pimp a Butterfly                       | Kendrick Lamar           | [ 15 ]        |
| 11 kwietnia     | To Pimp a Butterfly                       | Kendrick Lamar           | [ 16 ]        |
| 18 kwietnia     | The Album About Nothing                   | Wale                     | [ 17 ]        |
| 25 kwietnia     | Furious 7                                 | Soundtrack               | [ 18 ]        |
| 2 maja          | Handwritten                               | Shawn Mendes             | [ 19 ]        |
| 9 maja          | Sound & Color                             | Alabama Shakes           | [ 20 ]        |
| 16 maja         | Jekyll + Hyde                             | Zac Brown Band           | [ 21 ]        |
| 23 maja         | Wilder Mind                               | Mumford & Sons           | [ 22 ]        |
| 30 maja         | Pitch Perfect 2                           | Soundtrack               | [ 23 ]        |
| 6 czerwca       | Blurryface                                | Twenty One Pilots        | [ 24 ]        |
| 13 czerwca      | At. Long. Last. ASAP                      | A$AP Rocky               | [ 25 ]        |
| 20 czerwca      | How Big, How Blue, How Beautiful          | Florence and the Machine | [ 26 ]        |
| 27 czerwca      | Drones                                    | Muse                     | [ 27 ]        |
| 4 lipca         | Before This World                         | James Taylor             | [ 28 ]        |
| 11 lipca        | Dark Before Dawn                          | Breaking Benjamin        | [ 29 ]        |
| 18 lipca        | Dreams Worth More Than Money              | Meek Mill                | [ 30 ]        |
| 25 lipca        | Dreams Worth More Than Money              | Meek Mill                | [ 31 ]        |
| 1 sierpnia      | Black Rose                                | Tyrese                   | [ 32 ]        |
| 8 sierpnia      | DS2                                       | Future                   | [ 33 ]        |
| 15 sierpnia     | Woman                                     | Jill Scott               | [ 34 ]        |
| 22 sierpnia     | Descendants                               | Soundtrack               | [ 35 ]        |
| 29 sierpnia     | Kill the Lights                           | Luke Bryan               | [ 36 ]        |
| 5 września      | Kill the Lights                           | Luke Bryan               | [ 37 ]        |
| 12 września     | Immortalized                              | Disturbed                | [ 38 ]        |
| 19 września     | Beauty Behind the Madness                 | The Weeknd               | [ 39 ]        |
| 26 września     | Beauty Behind the Madness                 | The Weeknd               | [ 40 ]        |
| 3 października  | Beauty Behind the Madness                 | The Weeknd               | [ 41 ]        |
| 10 października | What a Time to Be Alive                   | Drake i Future           | [ 42 ] [ 43 ] |
| 17 października | Fetty Wap                                 | Fetty Wap                | [ 44 ]        |
| 24 października | Unbreakable                               | Janet Jackson            | [ 45 ]        |
| 31 października | Revival                                   | Selena Gomez             | [ 46 ]        |
| 7 listopada     | Pentatonix                                | Pentatonix               | [ 47 ]        |
| 14 listopada    | Sounds Good Feels Good                    | 5 Seconds of Summer      | [ 48 ]        |
| 21 listopada    | Traveller                                 | Chris Stapleton          | [ 49 ]        |
| 28 listopada    | Traveller                                 | Chris Stapleton          | [ 50 ]        |
| 5 grudnia       | Purpose                                   | Justin Bieber            | [ 51 ]        |
| 12 grudnia      | 25                                        | Adele                    | [ 52 ]        |
| 19 grudnia      | 25                                        | Adele                    | [ 53 ]        |
| 26 grudnia      | 25                                        | Adele                    | [ 54 ]        |